# Anthem of the Seas
Die Anthem of the Seas ist ein Schiff der Reederei Royal Caribbean International.

## Geschichte
Im Februar 2011 bestellte die Reederei Royal Caribbean International bei der Meyer Werft das erste Schiff der Quantum-Klasse („Project Sunshine“). Dabei wurde eine Option über ein weiteres Schiff, die spätere Anthem of the Seas, vereinbart. Sie wurde am 29. Februar 2012 bestellt. Am 2. August 2013 begann der Bau des Schiffes mit dem Zuschnitt der ersten Stahlplatte. Noch am selben Tag wurde das Schwesterschiff Quantum of the Seas auf Kiel gelegt. Die Anthem of the Seas wurde am 19. November 2013 auf Kiel gelegt.
Bei der Anthem of the Seas wurde erstmals die neue Baustrategie angewendet. Deshalb wurde bereits am 1. Juni 2014 eine 120 Meter lange Sektion ausgedockt. Eine zweite Sektion wurde am 12. August 2014 ausgedockt. Am 13. August 2014, also nach dem Ausdocken der Quantum of the Seas wurden beide Sektionen wieder ins Baudock manövriert. Das endgültige Ausdocken fand am 21. Februar 2015 statt.
Die Emsüberführung fand am 10. und 11. März 2015 statt. Die Überführung erfolgte mithilfe des Emssperrwerks. Hierzu wurde das Sperrwerk am Nachmittag des 9. März 2015 geschlossen und der Wasserstand um einen Meter erhöht. Am 10. März gegen 14:00 Uhr verließ das Schiff Papenburg und erreichte nach 13 Stunden Gandersum. Um kurz nach 3:00 Uhr des 11. März passierte das Schiff das Emssperrwerk, rund 37 Stunden, nachdem es geschlossen wurde.
Vom 23. bis zum 26. März wurde das Schiff in Hamburg im Trockendock Elbe 17 eingedockt, wo letzte Inspektionen des Unterwasserschiffs und Einstellungsarbeiten an den Bugstrahlrudern vorgenommen wurden.
Das Schiff wurde am 10. April 2015, fünf Tage früher als vertraglich vereinbart, abgeliefert. Am 20. April 2015 wurde die Anthem of the Seas in Southampton durch Emma Wilby getauft, die Jungfernfahrt begann am 22. April ab Southampton, wo das Schiff während der Saison 2015 stationiert wurde.

### Zwischenfälle 2016
In der Nacht vom 7. zum 8. Februar 2016 geriet das Schiff zwischen New York City und Port Canaveral in einen Hurrikan der Stufe 2. Dabei wurden Kabinen und öffentliche Bereiche beschädigt. Vier Menschen wurden leicht verletzt. Die Reise wurde vorzeitig abgebrochen. Ein Azipod wurde dabei beschädigt. Im September 2016 geriet die Anthem of the Seas erneut in einen Hurrikan.

### Zwischenfall 2018
Am 13. April 2018 sprang ein 24-Jähriger vor Virginia über Bord. Eine Suchaktion wurde eingeleitet.

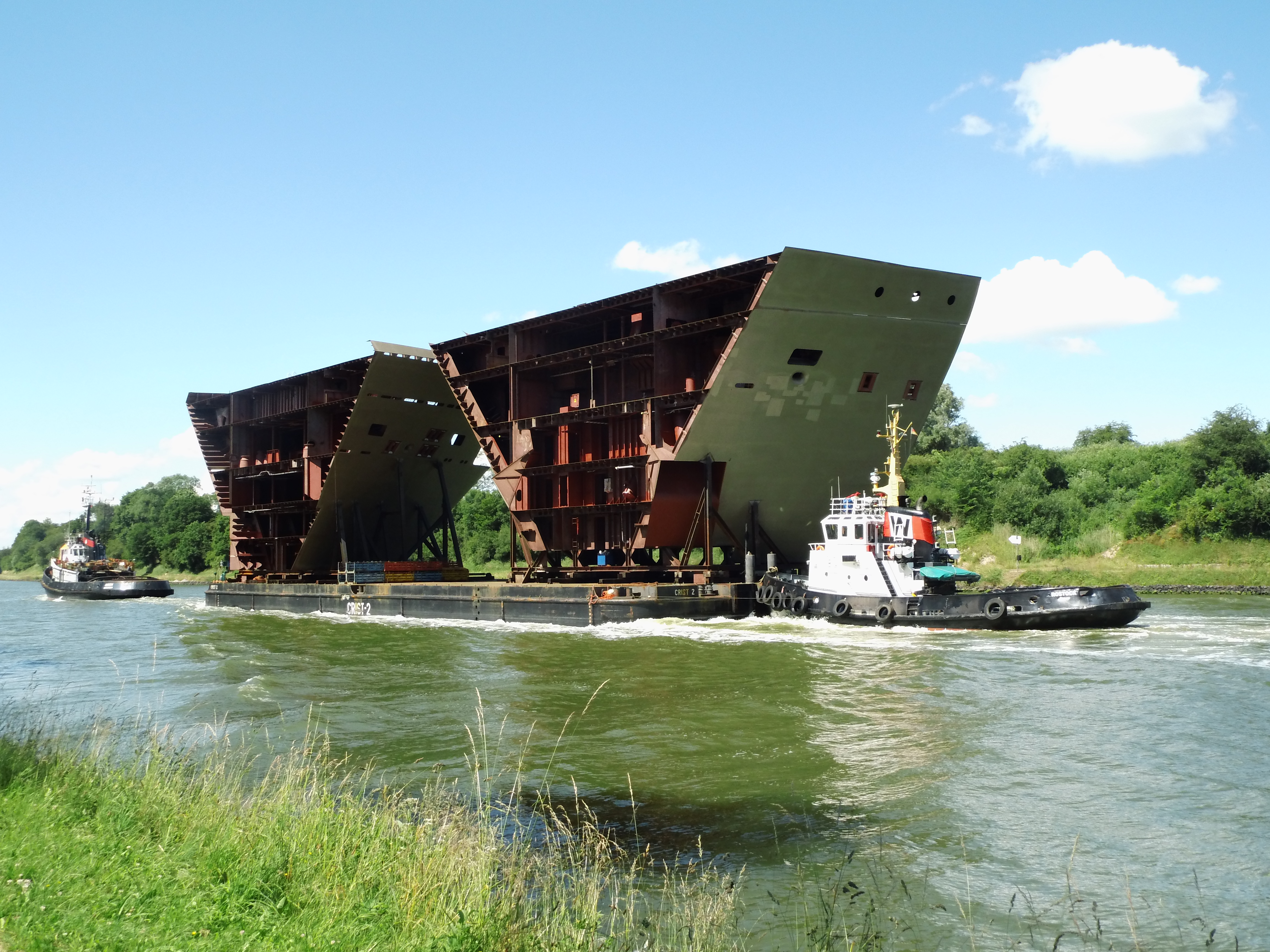
Bugsektionen im Nord-Ostsee-Kanal
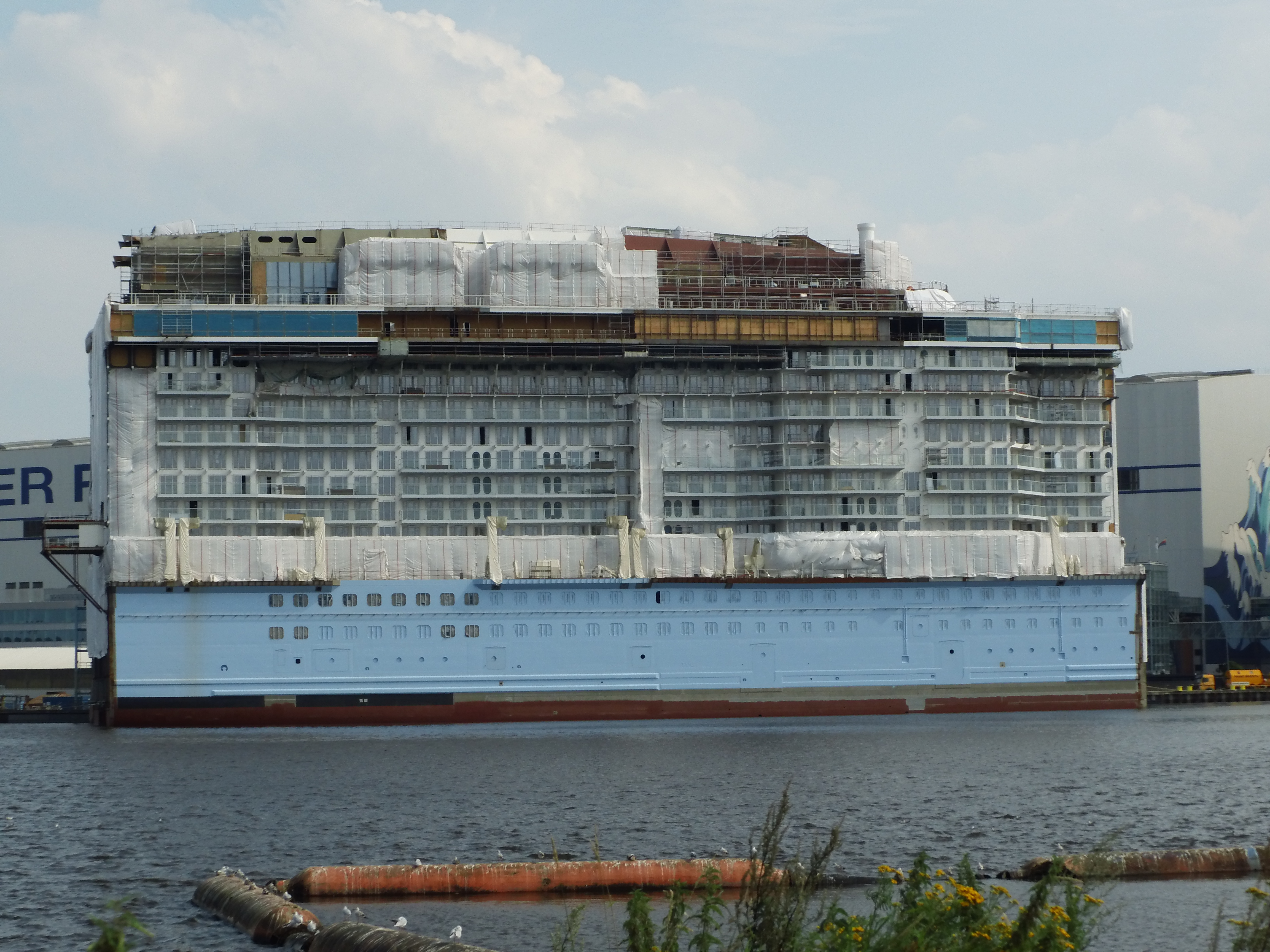
Juni 2014 – Ausgedockte Sektion im Hafen der Meyer Werft
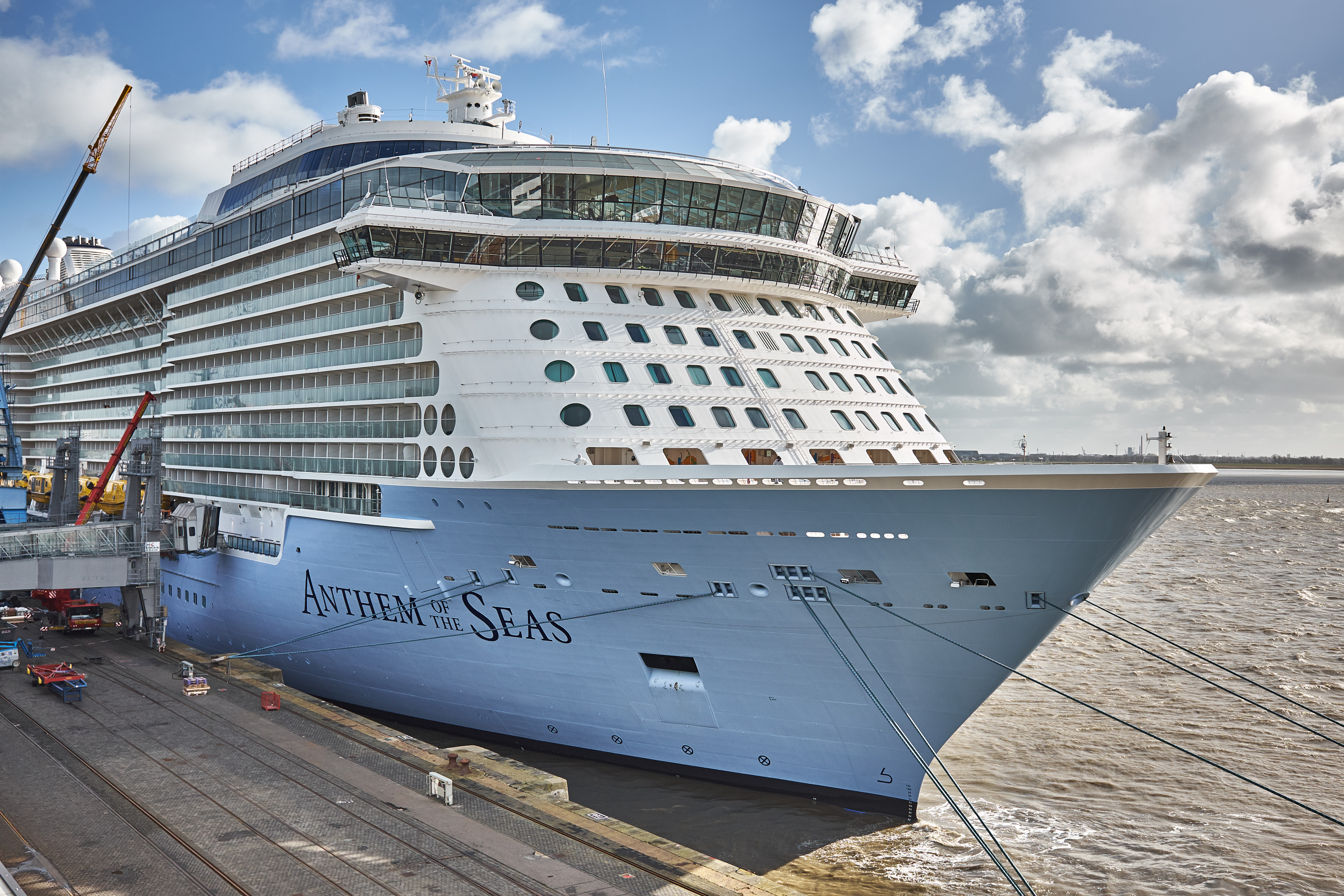
April 2015 – Endausrüstung an der Columbuskaje in Bremerhaven
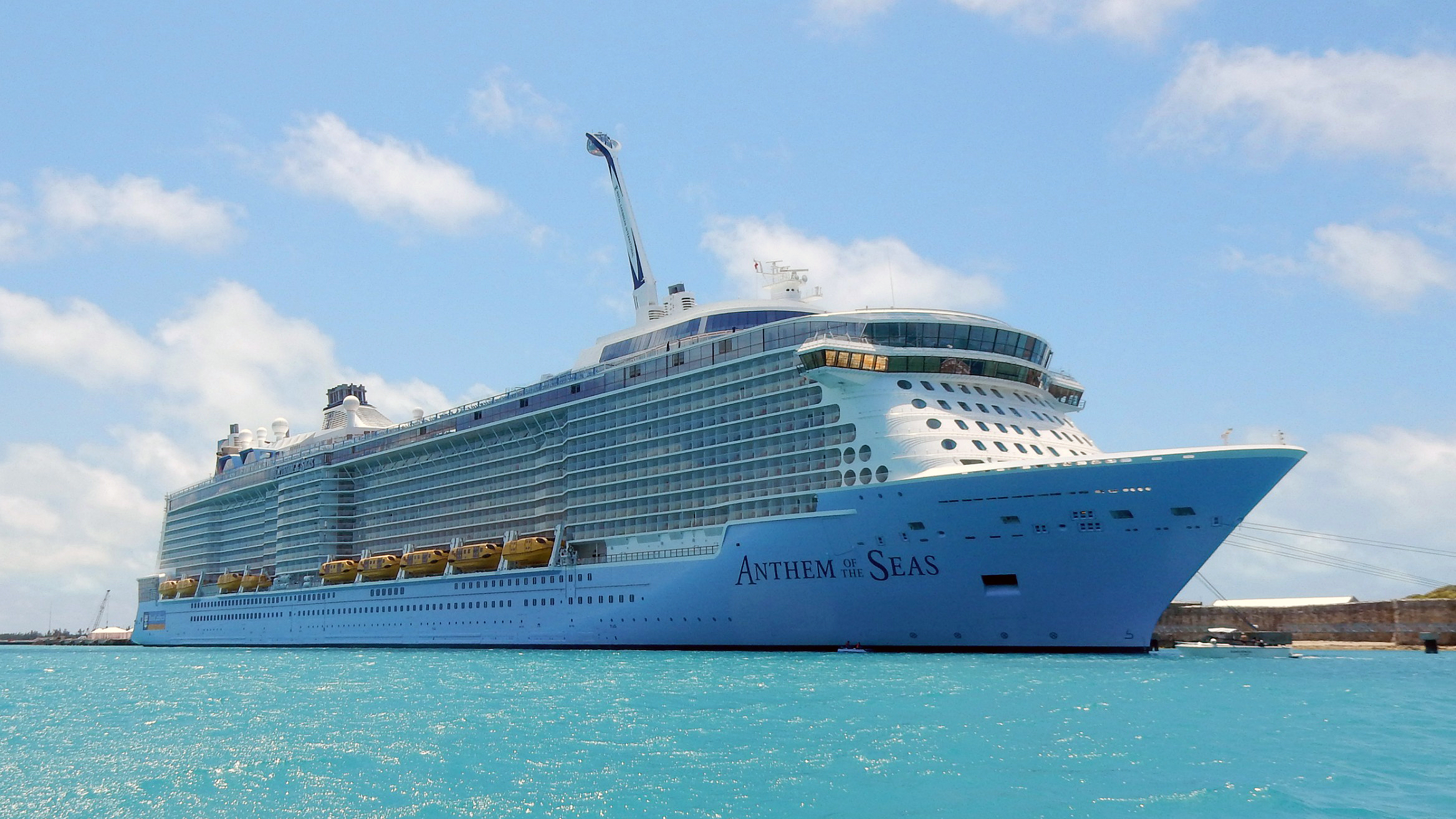
Im Kreuzfahrtdienst